# Savoia-Marchetti SM.85
Savoia-Marchetti SM.85 là một loại máy bay ném bom bổ nhào và cường kích của Italy, nó được trang bị số lượng nhỏ cho Regia Aeronautica khi Chiến tranh thế giới II nổ ra. Nó sớm bị thay thế bằng loại Junkers Ju 87.

## Biến thể

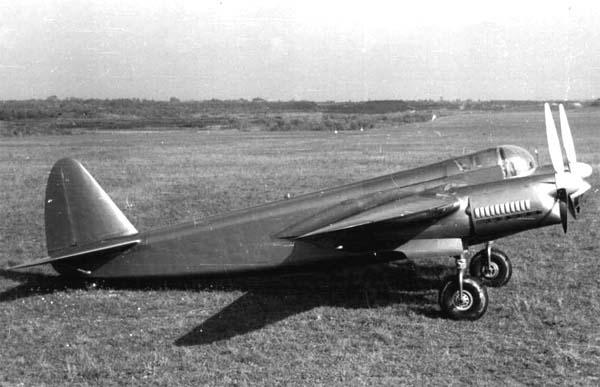
Savoia-Marchetti SM.86

SM.85
SM.86

## Quốc gia sử dụng
Ý
- Regia Aeronautica

## Tính năng kỹ chiến thuật (SM.85)
Dữ liệu lấy từ The Encyclopedia of World Aircraft
Đặc điểm tổng quát
- Kíp lái: 1
- Chiều dài: 10,40 m (34 ft 1½ in)
- Sải cánh: 14,00 m (45 ft 11½ in)
- Chiều cao: 3,30 m (10 ft 10 in)
- Diện tích cánh: 25,80 m² (277,7 ft²)
- Trọng lượng rỗng: 2.950 kg (6.504 lb)
- Trọng lượng cất cánh tối đa: 4.190 kg (9.237 lb)
- Động cơ: 2 × Piaggio P.VII C.35, 343 kW (460 hp)  mỗi chiếc

 Hiệu suất bay 
- Vận tốc cực đại: 368 km/h (197 knot, 227 mph)
- Tầm bay: 870 km (470 nmi, 537 mi)
- Trần bay: 6.500 m (21.325 ft)

Trang bị vũ khí

- Súng: 1 × súng máy 12,7 mm (.5 in) hoặc súng máy 7,7 mm (.303 in)
- Bom: 800 kg (1,764 lb) bom